# Soboklęszcz (Ciechanów)
Pour les articles homonymes, voir Soboklęszcz.
Soboklęszcz (prononciation : [sɔˈbɔklɛ̃ʂt͡ʂ]) est un village polonais de la gmina de Sońsk dans le powiat de Ciechanów de la voïvodie de Mazovie dans le centre-est de la Pologne.
Il se situe à environ 5 kilomètres au sud de Sońsk (siège de la gmina), 15 kilomètres au sud de Ciechanów (siège du powiat) et à 62 kilomètres au nord de Varsovie (capitale de la Pologne).
Le village possède une population de 451 habitants en 2006.

## Histoire
De 1975 à 1998, le village appartenait administrativement à la voïvodie de Ciechanów.